# Volker Rödel (Archivar)
Volker Rödel (* 1945 in Kaiserslautern) ist ein deutscher Historiker und Archivar.
Der Bruder des Historikers Walter G. Rödel studierte Geschichte und wurde 1977 mit einer Arbeit zum Adel im späten Mittelalter an der Universität Mainz promoviert. Er leitete von 1997 bis 2010 das Generallandesarchiv Karlsruhe und hatte einen Lehrauftrag für Historische Hilfswissenschaften und Landesgeschichte Südwestdeutschlands an der Universität Heidelberg. Seine Forschungsgebiete sind die Adelsgeschichte, die Kirchengeschichte und die südwestdeutsche Landesgeschichte.

## Schriften (Auswahl)
- Reichslehenswesen, Ministerialität, Burgmannschaft und Niederadel. Studien zur Rechts- und Sozialgeschichte des Adels in den Mittel- und Oberrheinlanden während des 13. und 14. Jahrhunderts (= Quellen und Forschungen zur hessischen Geschichte. Bd. 38). Darmstadt 1979.
- (Bearb.): Palatia sacra. Teil 1: Bistum Speyer, der Archidiakonat des Dompropstes von Speyer. Bd. 4: Der Landdekanat Weyher. Gesellschaft für Mittelrheinische Kirchengeschichte, Trier 1988.

Herausgeberschaften
- mit Ralph Tuchtenhagen: Die Schweden im deutschen Südwesten. Vorgeschichte – Dreißigjähriger Krieg – Erinnerung. Kohlhammer, Stuttgart 2020.
- Zwischen den Welten. Kriegsschauplätze des Donauraums im 17. Jahrhundert auf Karten und Plänen. Begleitpublikation zur Ausstellung des Landesarchivs Baden-Württemberg – Generallandesarchivs Karlsruhe im Rahmen der 20. Europäischen Kulturtage der Stadt Karlsruhe im Stadtmuseum Prinz-Max-Palais, 18. April bis 30. Mai 2010. Stuttgart/Karlsruhe 2010.
- 1806 – Baden wird Großherzogtum. Begleitpublikation zur Ausstellung des Landesarchivs Baden-Württemberg/Generallandesarchivs Karlsruhe und des Badischen Landesmuseums im Karlsruher Schloß, 30. Juni bis 20. August 2006. Karlsruhe 2006.
- Umbruch und Aufbruch. Das Archivwesen nach 1800 in Süddeutschland und im Rheinland. Tagung zum 200-jährigen Bestehen des Generallandesarchivs Karlsruhe am 18./19. September 2003 in Karlsruhe. Kohlhammer, Stuttgart 2005.
- Säkularisation am Oberrhein (= Oberrheinische Studien, Bd. 23). Thorbecke, Ostfildern 2004.
- Mittelalter. Schloss Heidelberg und die Pfalzgrafschaft bei Rhein bis zur Reformationszeit. Begleitpublikation zur Dauerausstellung der Staatlichen Schlösser und Gärten Baden-Württemberg. 2. Auflage, Schnell u. Steiner, Regensburg 2002.
- Die Französische Revolution und die Oberrheinlande. (1789–1798) (= Oberrheinische Studien, Bd. 9). Thorbecke, Sigmaringen 1991.